# Бубало Василь Опанасович
Василь Опанасович Бубало (нар. 4 вересня 1936) — радянський футболіст, що грав на позиції захисника. Найбільш відомий за виступами за луцький футбольний клуб «Волинь» у радянському класі «Б», де протягом кількох років був одним із основних захисників команди. Завершив виступи на футбольних полях через наслідки важкої автомобільної аварії.

## Клубна кар'єра
Василь Бубало розпочав виступи на футбольних полях у складі команди радянського класу «Б» «Авангард» з Тернополя в 1959 році. Далі футболіст поступив в Кам'янець-Подільський педагогічний інститут і зіграв у складі студентської аматорської команди «Буревісник» із Кам'янця-Подільського. В наступному році його забрав у міський футбольний клуб «Авангард» тренер Юрій Аванесов. У 1962 році Бубало повернувся до виступів у команді майстрів, дебютувавши в команді класу «Б» «Волинь» з Луцька. У команді Бубало відразу став одним із основних захисників, зігравши протягом сезону 29 матчів. Проте наступного року футболіст покинув луцький клуб, щоб завершити навчання в педагогічному інституті. Сезон 1963 Василь Бубало провів знову у аматорській команді Кам'янець-Подільського вже під назвою «Поділля». Повернувся до Луцька він на початку 1964 року, та відразу ж здобув собі місце в основному складі команди. Бубало грав майже постійно під закріпленим № 5, під яким він був відомим як старшим, так і наймолодшим уболівальникам луцької команди, як і інші футболісти 60-х років ХХ століття у складі тогочасного клубу (зокрема, інший захисник Борис Дмитерко грав під № 6, а перший капітан «Волині» Дворянов грав під № 4). Виступав у складі «Волині» Василь Бубало до початку 1966 року, зігравши з початку сезону 5 матчів у чемпіонаті. Проте в цьому році він потрапив у серйозну автомобільну аварію. Хоча життя футболіста лікарям вдалося врятувати, йому довелось достроково завершити виступи на футбольних полях.